# Écomusée du Bommelaers-Wall
L'écomusée du Bommelaers-Wall à Ghyvelde près de Dunkerque est un ancien écomusée présentant l'histoire de la vie rurale sur la côte flamande, ouvert en 1994 et fermé en 2017,.

## Localisation
La ferme est située au milieu d'un champ, à l'ouest de Ghyvelde, et est accessible par la route de Furnes à Dunkerque (RD 601). Sur le tronçon entre les deux ponts entre Zuydcoote et Leffrinkoucke, un grand panneau indique le chemin de terre goudronné qui mène directement à l'Écomusée.

## Historique
La famille Carette-Six ouvre l'écomusée en 1994 et, après 23 années consacrées à la découverte du monde rural, des objets d’antan et du patrimoine flamand, il ferme définitivement ses portes le 28 février 2017. Presque toute la collection est répartie dans différents lieux, comme dans l'espace muséal de la communauté urbaine de Dunkerque, à la ferme du temps jadis, à Auby, au musée de la poupée et du jouet ancien de Wambrechies, etc.

## Description
Le musée, d'une superficie de 2 000 m2, est installé dans les écuries, les étables et la grange d'une ferme toujours en activité aujourd'hui. Le musée présente de nombreux outils et témoignages relatifs à l'histoire de l'agriculture, à l'élevage, à la production de beurre et de fromage, aux forgerons, aux cultures de lin, de houblon et de chicorée, au matériel pédagogique historique et aux jouets pour enfants. On y découvre une salle de classe, une cuisine flamande, des témoignages sur l'apiculture, la médecine, la justice et les chasses aux sorcières, la chasse et le braconnage. À la fin de la visite, vous trouverez une grande collection de jouets en bois traditionnels flamands avec laquelle le public peut jouer gratuitement et une petite collection de charettes agricoles ainsi qu'une ancienne automobile Packard.

## Galerie

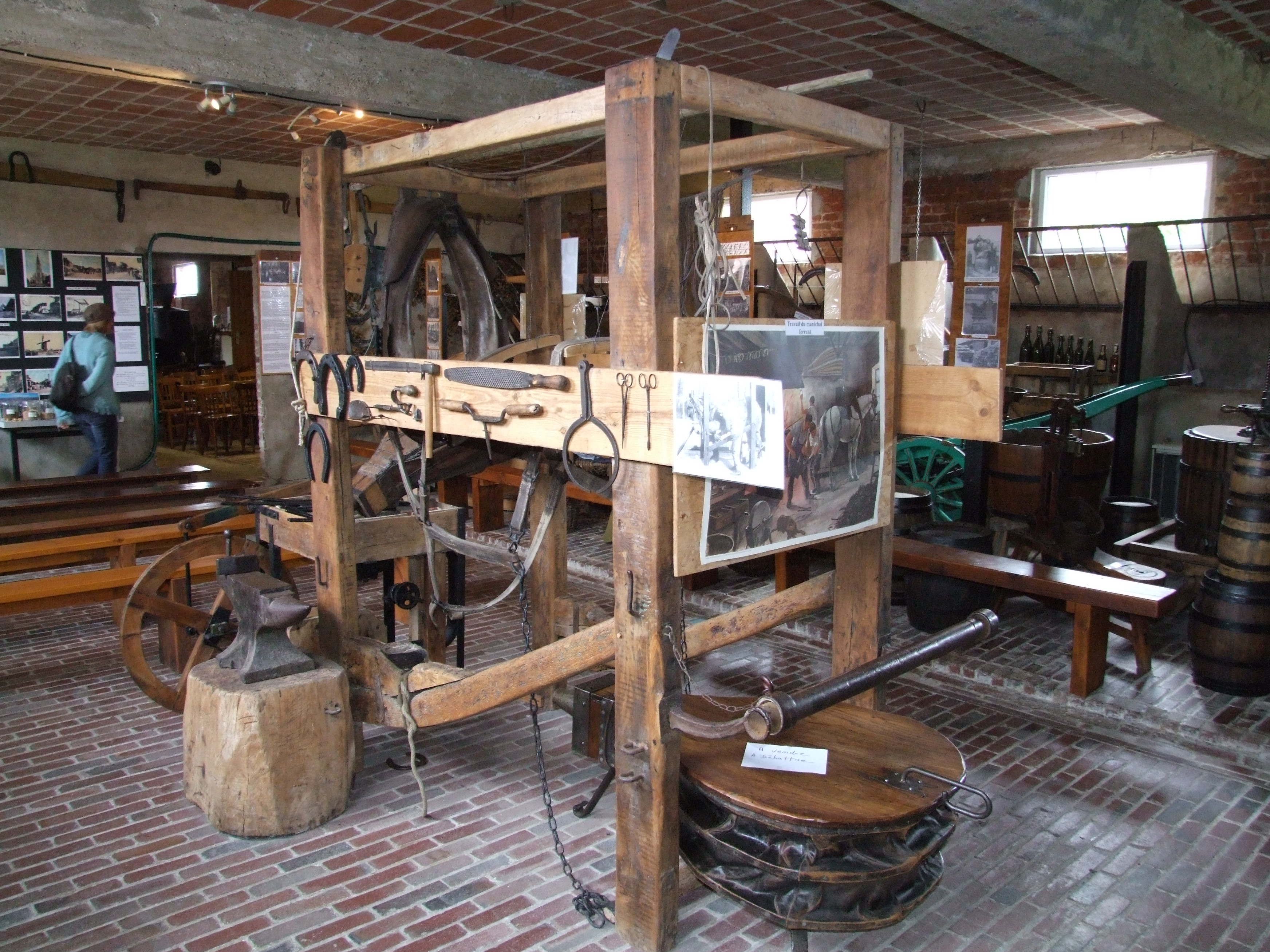
Support pour ferrer les chevaux.
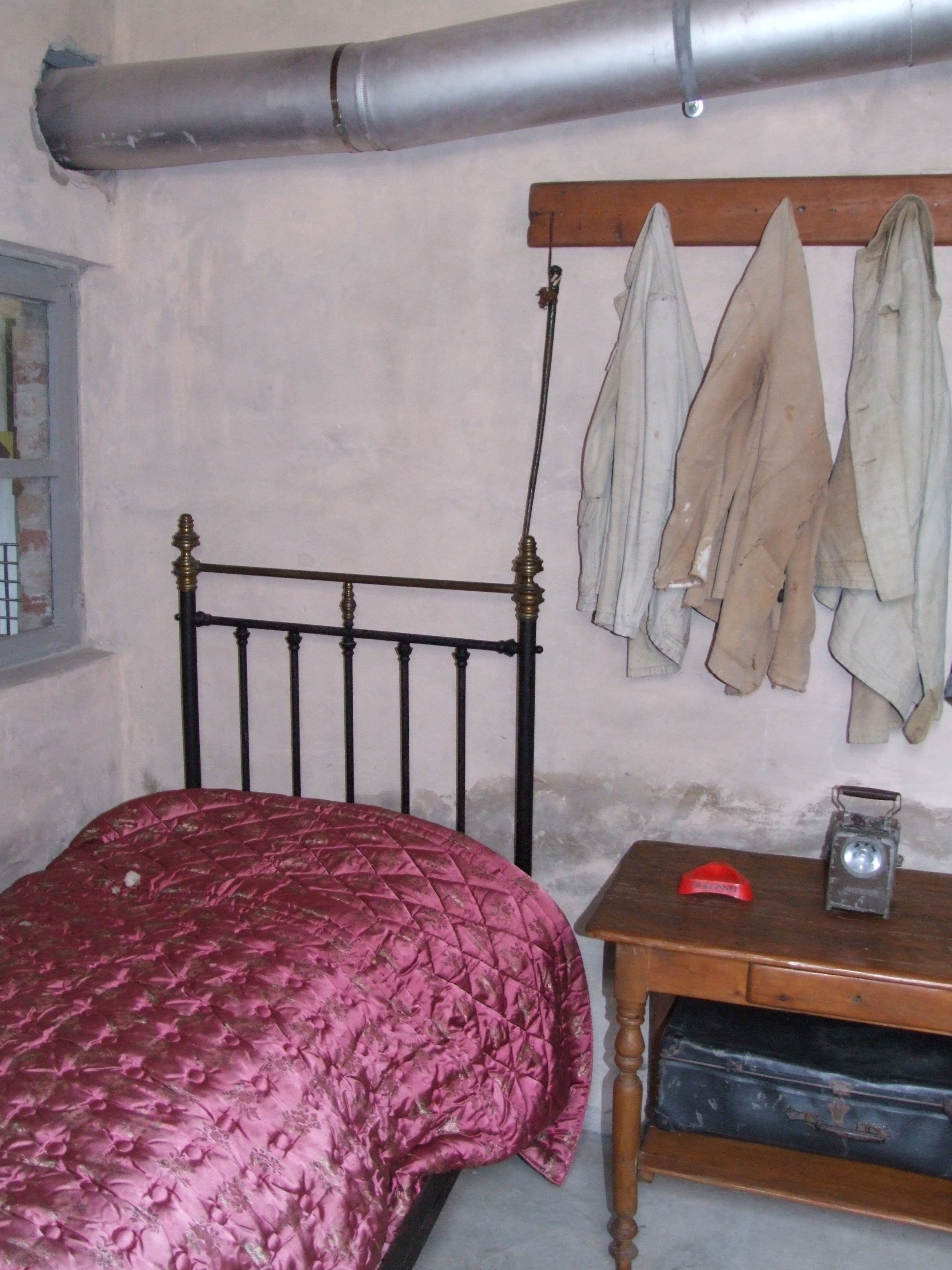
La chambre du valet de ferme.
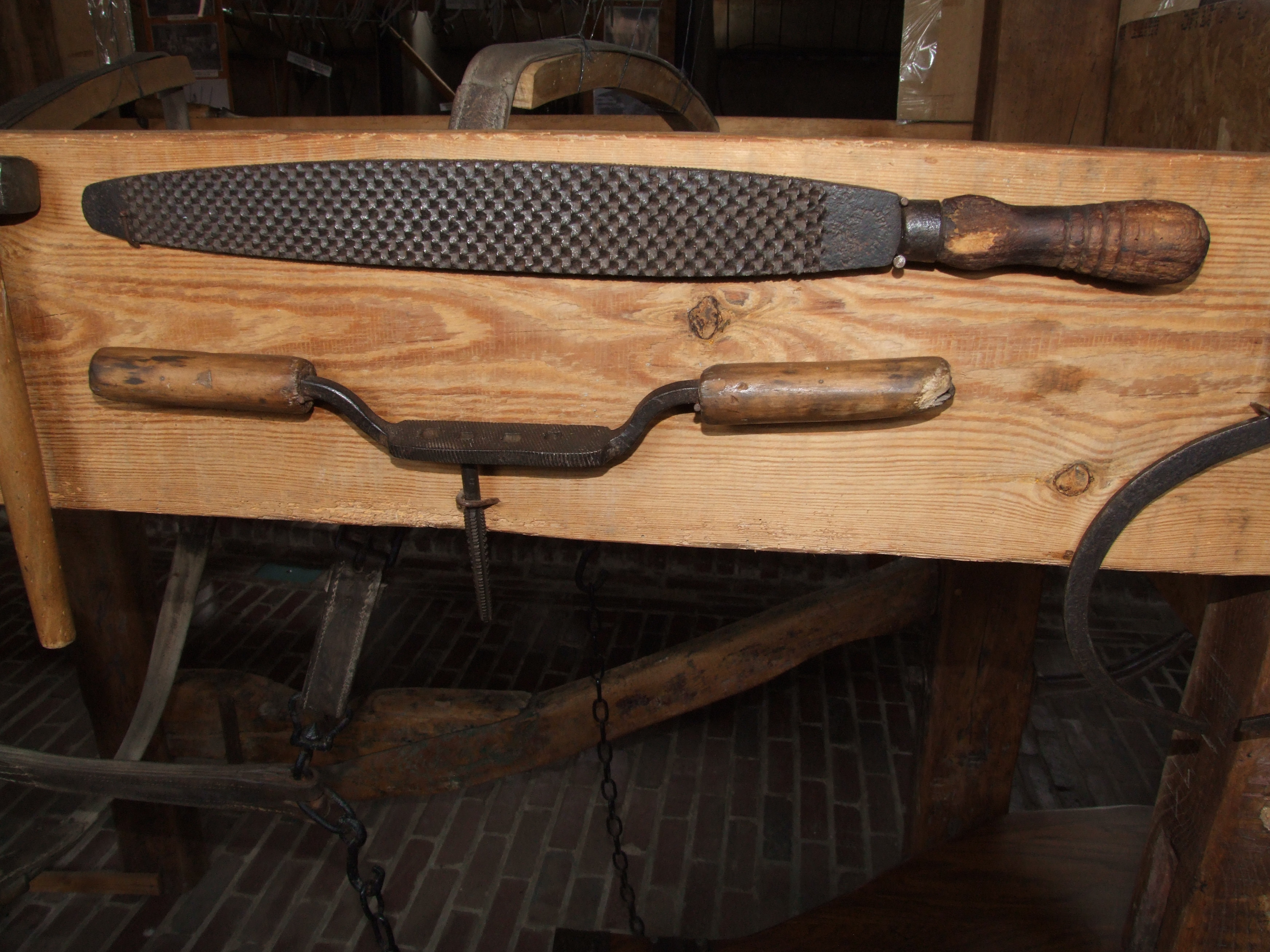
Outils de maréchalerie.
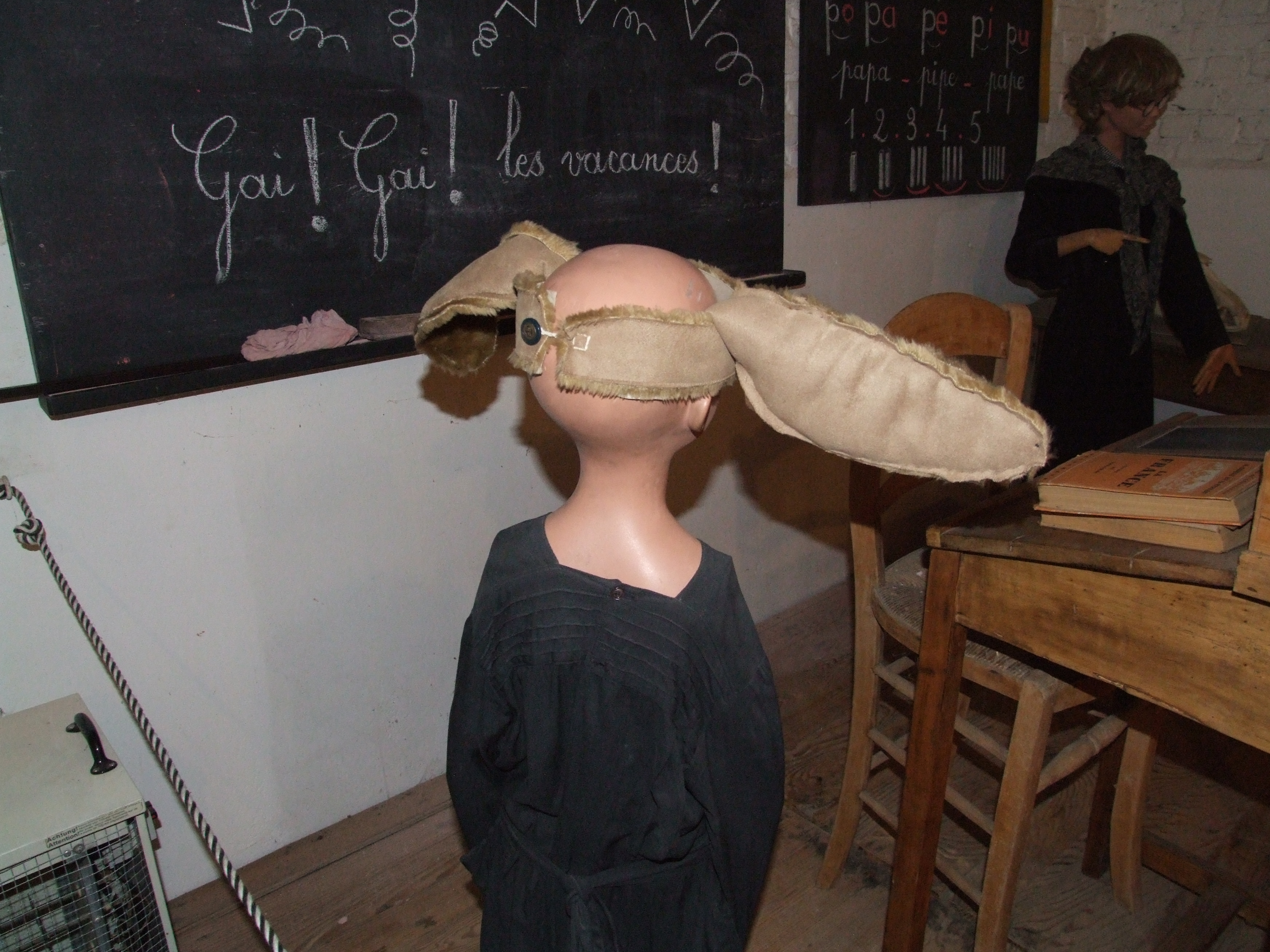
Bonnet d'âne.
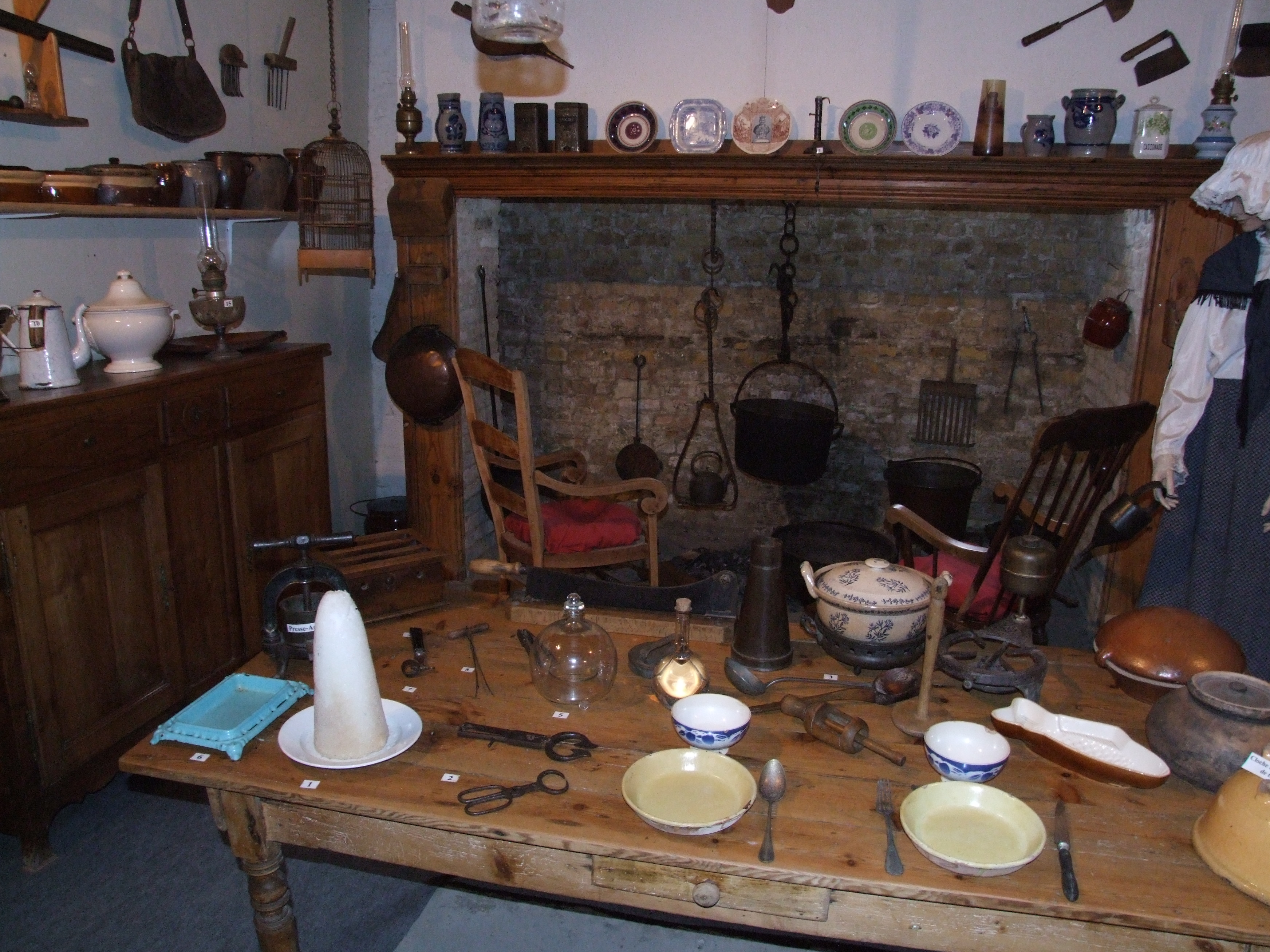
Cuisine traditionnelle flamande.
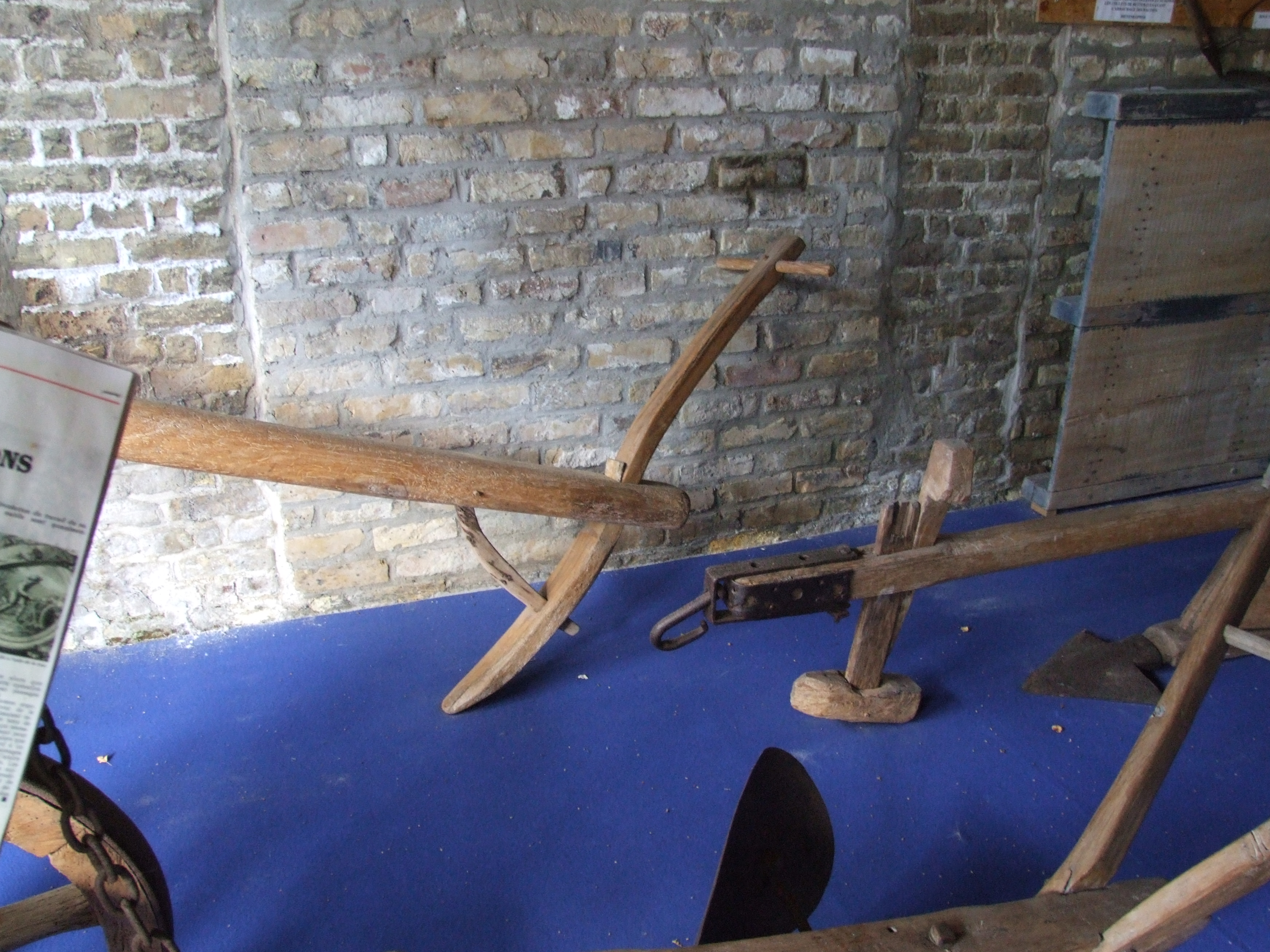
Détail d'une charrue.
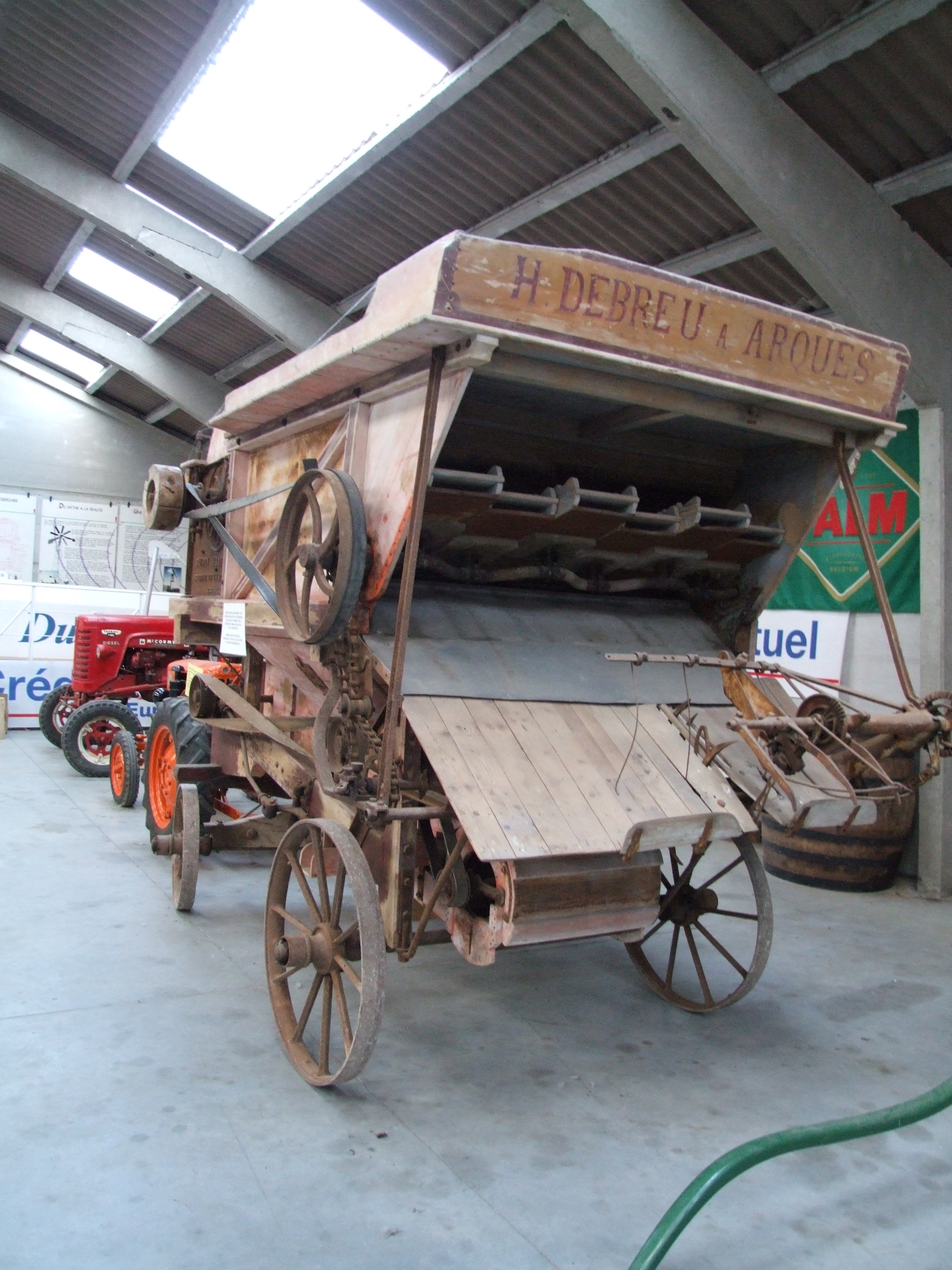
Batteuse Baudry Frères de 1907.
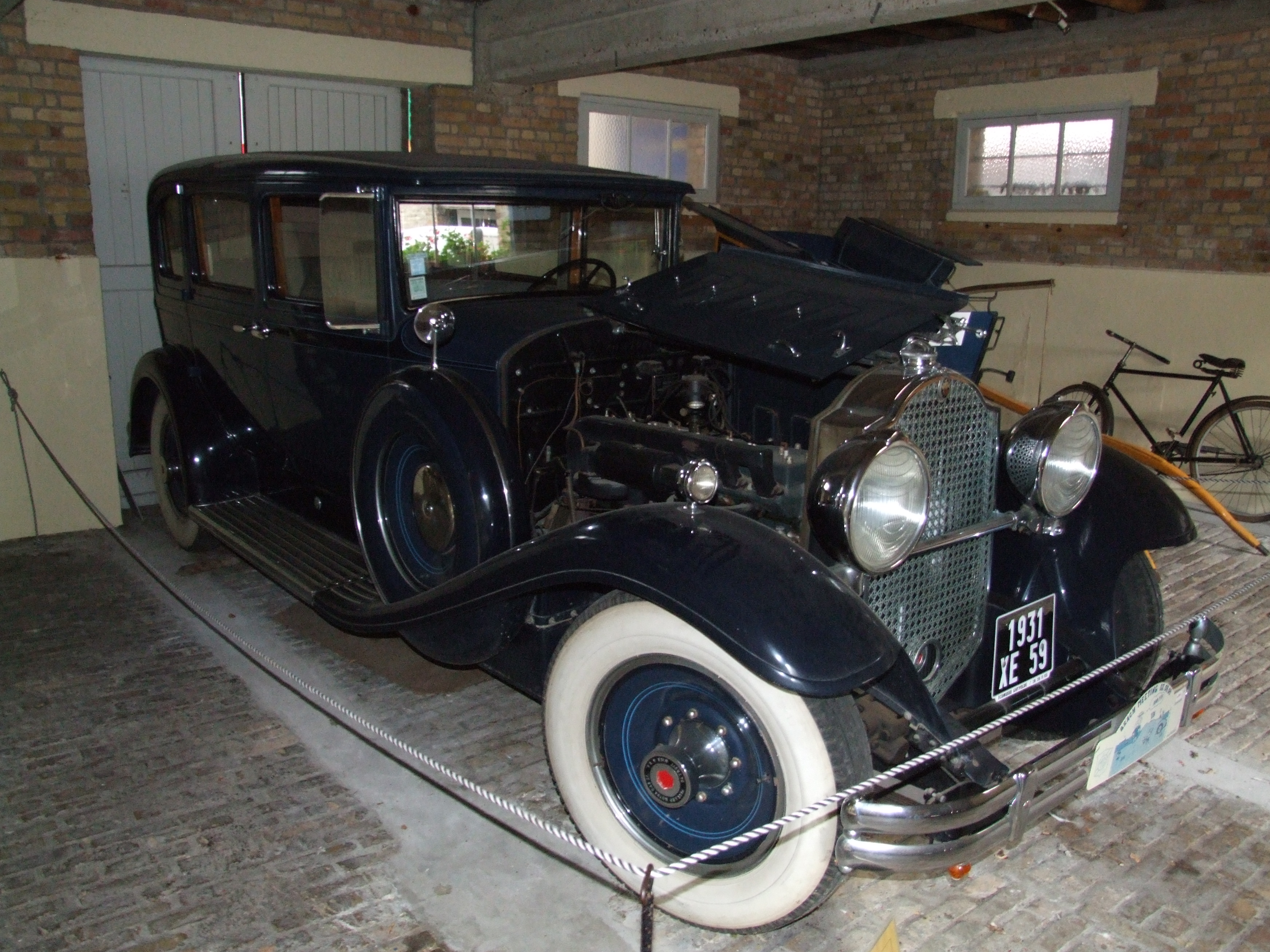
Packard 840 club berline.

## Estaminet flamand et ses jeux traditionnels

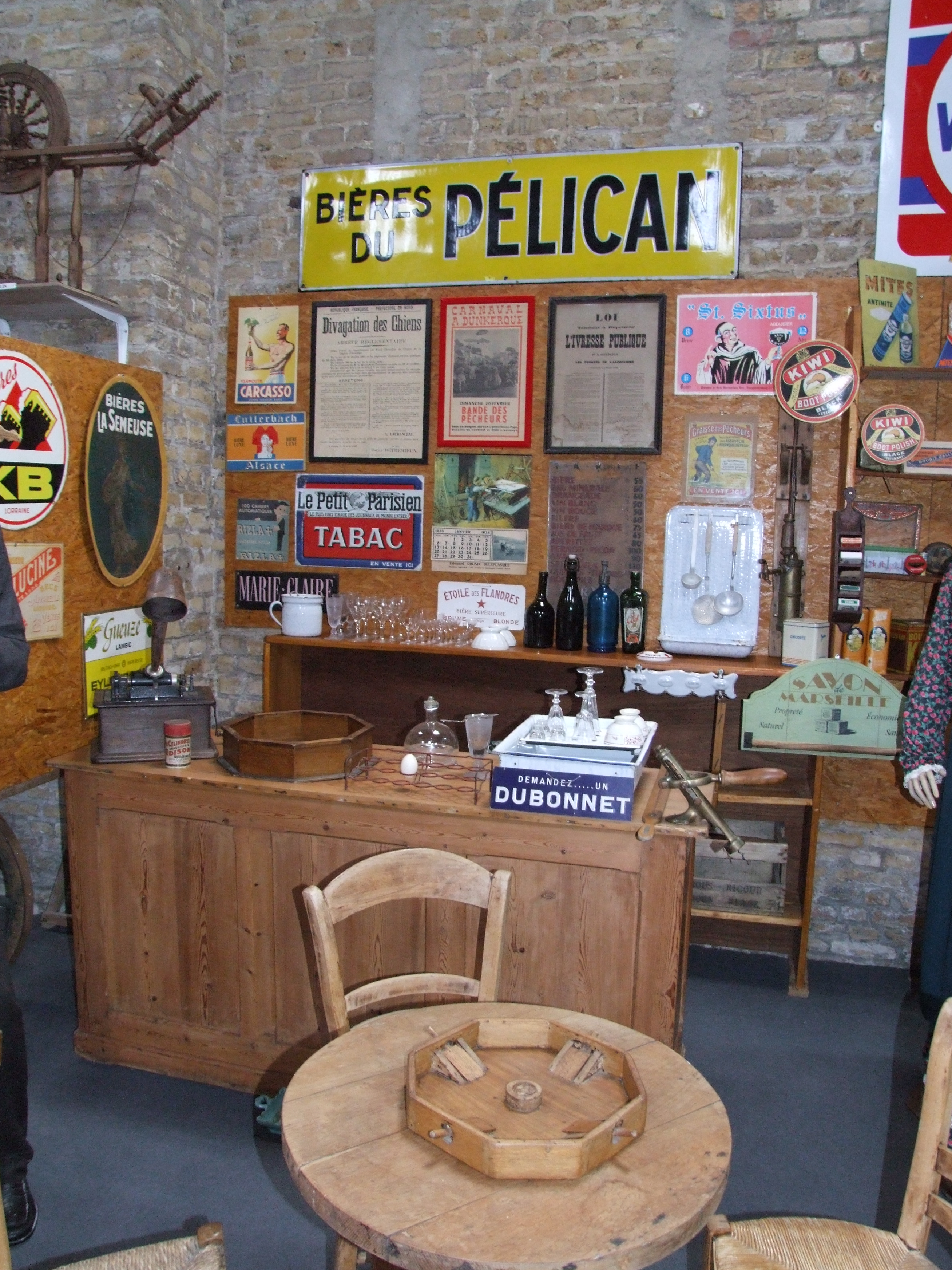
Estaminet flamand avec un jeu de puces sur la table.
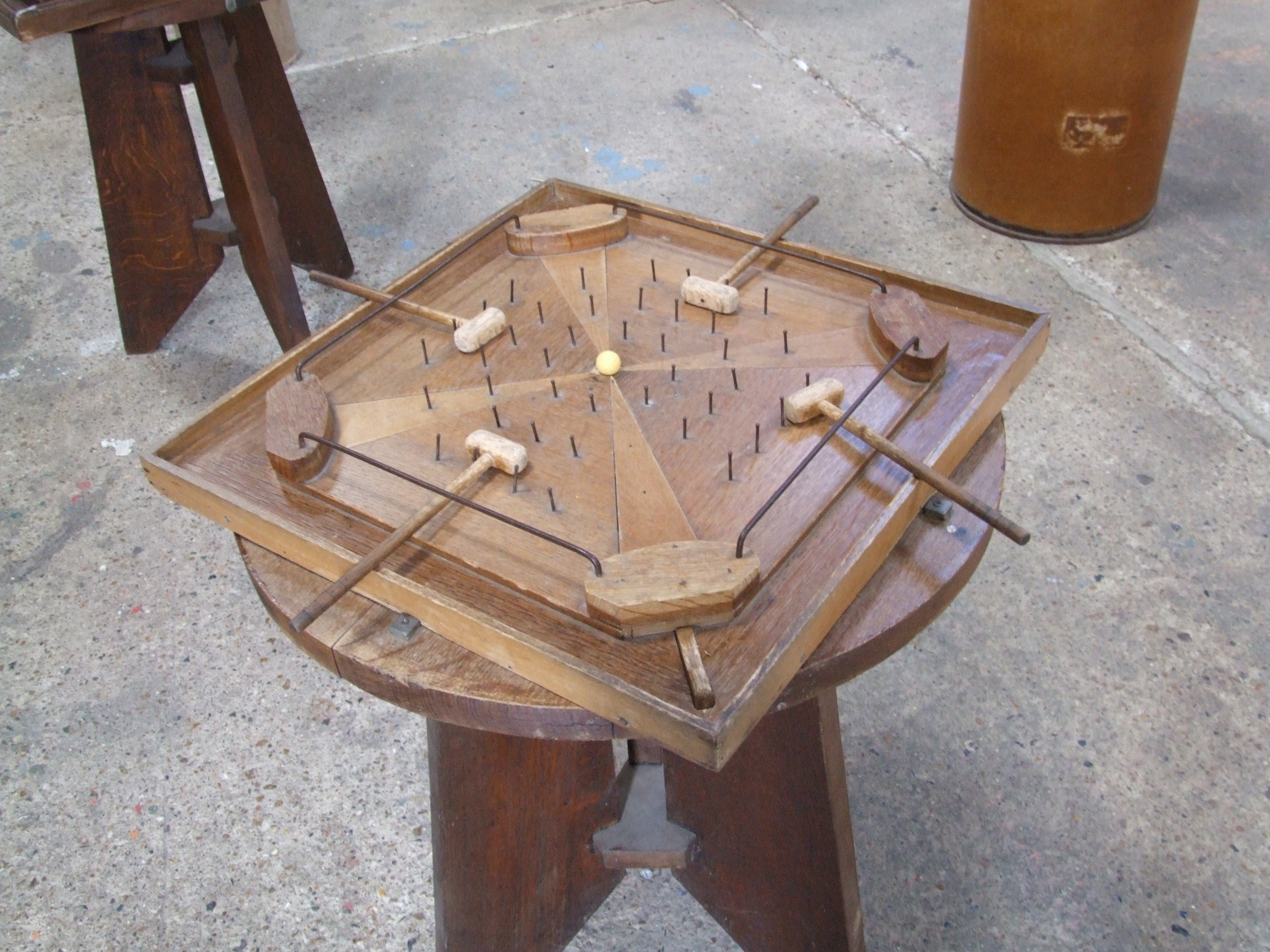
Jeu traditionnel flamand jeux de marteaux.
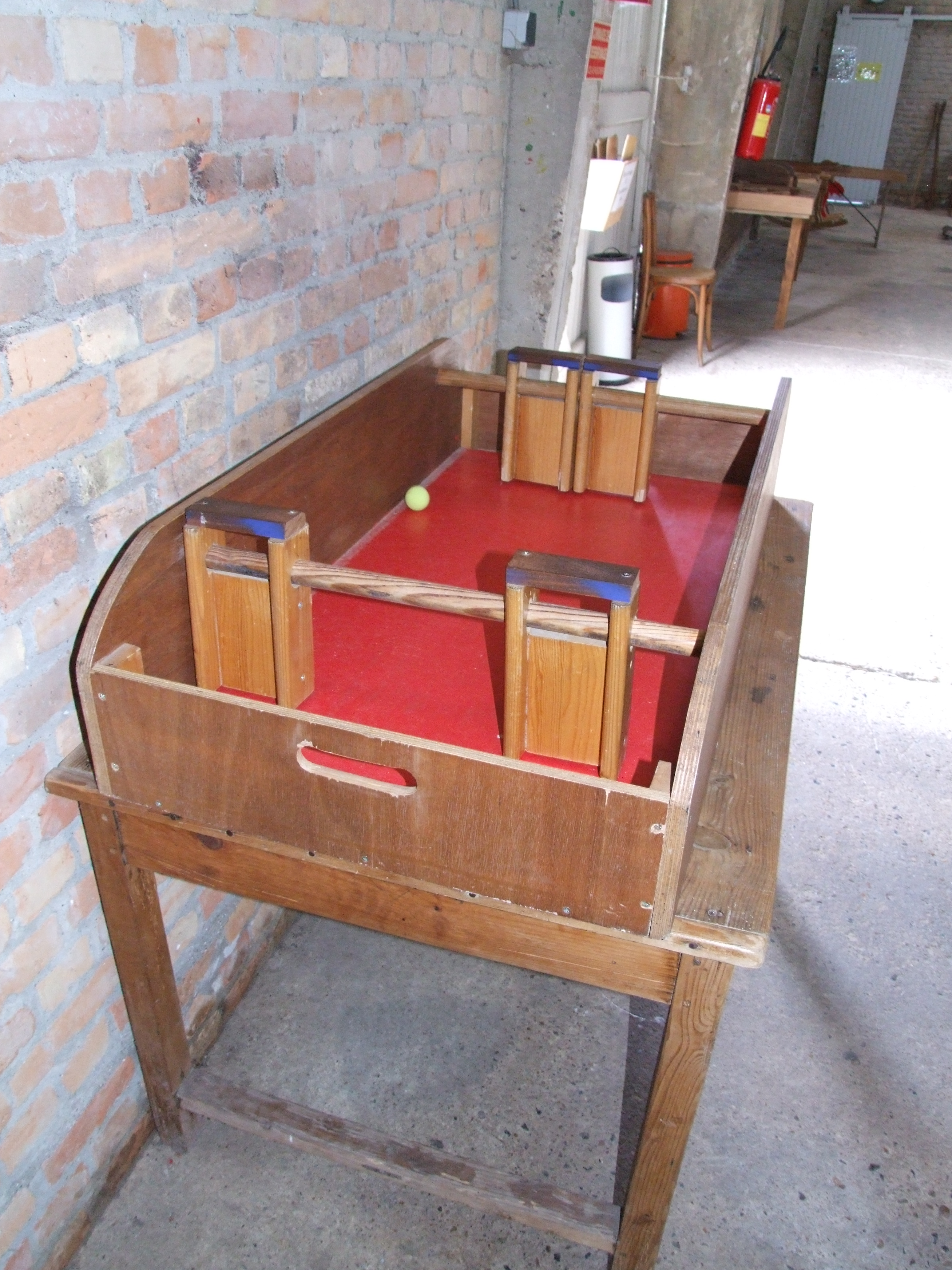
Jeu traditionnel flamand.
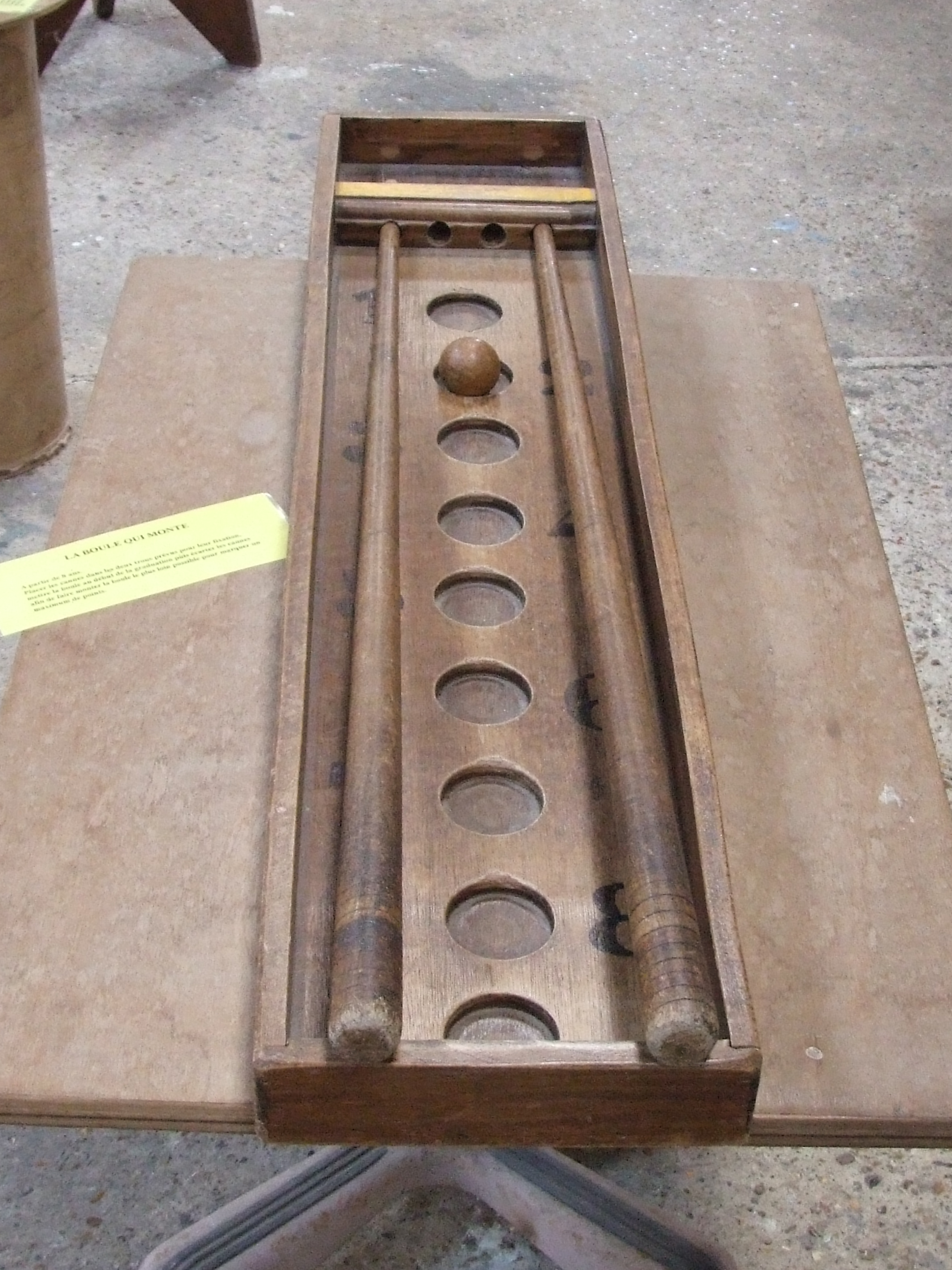
Jeu traditionnel flamand, le billard.

### liens externes
- Site officiel
- L'écomusée du Bommelaers-Wall